# BIG6 European Football League
BIG6 European Football League (BIG6) je bilo europsko klupsko natjecanje u američkom nogometu kojeg je organizirala Europska federacija američkog nogometa (EFAF). Završna utakmica BIG6 se naziva Eurobowl, a koji se organizira od 1986.

## Povijest
BIG6 European Football League je uvedena 2014. kao novo natjecanje najvišeg ranga američkog nogometa u Europi, zamijenivši pri tom dotadašnju European Football League (EFL),  koja je nastavila djelovanje kao natjecanje drugog ranga, a sada se njena završna utakmica naziva EFL Bowl.
Posljednja sezona natjecanja je ila 2018., a sudjelovale su četiri momčadi  Francuske, Nizozemske i Njemačke , dok su prethodno sudjelovale i momčadi iz Austrije, Italije, Španjolske i Švicarske.

## Sudionici

### Sudionici 2018.
- La Courneuve Flash - La Courneuve
- Amsterdam Crusaders - Amsterdam
- Frankfurt Universe - Frankfurt na Majni
- New Yorker Lions - Braunschweig

### Bivši sudionici
- Swarco Raiders Tirol -  Innsbruck
- Vienna Vikings - Beč
- Aix-en-Provence Argonautes - Aix-en-Provence
- Milano Seamen - Milano
- Berlin Adler - Berlin
- Berlin Rebels - Berlin
- Schwäbisch Hall Unicorns - Schwäbisch Hall
- Dresden Monarchs - Dresden
- Badalona Dracs - Badalona
- Calanda Broncos - Landquart

## Sudionici završnice
| sezona | domaćin      | pobjednik                       | rezultat | poraženi                        |
| ------ | ------------ | ------------------------------- | -------- | ------------------------------- |
| 2014.  | Berlin       | Berlin Adler                    | 20:17    | New Yorker Lions (Braunschweig) |
| 2015.  | Braunschweig | New Yorker Lions (Braunschweig) | 24:14    | Schwäbisch Hall Unicorns        |
| 2016.  | Innsbruck    | New Yorker Lions (Braunschweig) | 35:21    | Swarco Raiders Tirol Innsbruck  |
| 2017.  | Frankfurt    | New Yorker Lions (Braunschweig) | 55:14    | Frankfurt Universe              |
| 2018.  | Frankfurt    | New Yorker Lions (Braunschweig) | 20:19    | Frankfurt Universe              |

## Vanjske poveznice
- službene stranice  Arhivirana inačica izvorne stranice od 18. srpnja 2014. (Wayback Machine)